# سكوت فينويك
سكوت فينويك (بالإنجليزية: Scott Fenwick)‏ هو لاعب كرة قدم بريطاني، ولد في 9 أبريل 1990 في غيتسهيد في المملكة المتحدة. لعب مع دارلينجتون إف سى ونادي ترانمير روفرز لكرة القدم ونادي تشيلمسفورد ونادي هارتلبول يونايتد ونادي يورك سيتي.

## وصلات خارجية
- سكوت فينويك على موقع قاعدة بيانات كرة القدم.إي يو (الإنجليزية)
- سكوت فينويك على موقع Soccerbase.com (لاعب) (الإنجليزية)
- سكوت فينويك على موقع Soccerway.com (الإنجليزية)